# Mike Remmers
Mike Remmers (Portland, 11 aprile 1989) è un giocatore di football americano statunitense che milita nel ruolo di offensive tackle per i Kansas City Chiefs della National Football League (NFL). Non selezionato corso del Draft NFL 2012, aveva precedentemente giocato a football a livello collegiale per gli Oregon State Beavers.

## Biografia
Dopo avere giocato al college a football all'Università statale dell'Oregon, Remmers non fu scelto nel corso del Draft NFL 2012 ma firmò un contratto con i Denver Broncos, venendo svincolato dopo la pre-stagione. Dopo avere militato anche nei Tampa Bay Buccaneers, debuttò come professionista con la maglia dei San Diego Chargers nella settimana 7 della stagione 2013 contro i Jacksonville Jaguars. Passò la fine della stagione 2013 con i Minnesota Vikings e l'inizio di quella 2014 con i St. Louis Rams, prima di trovare stabilità passando ai Carolina Panthers con cui giocò come titolare cinque gare più altre due nei playoff. Nel 2015 disputò per la prima volta tutte le 16 partite della stagione regolare come titolare, raggiungendo coi Panthers il Super Bowl 50 dove partì come titolare nella sconfitta contro i Denver Broncos.
Divenuto free agent nel 2017, il 10 marzo firmò il suo primo contratto pluriennale tra i professionisti, un quinquennale da 30 milioni di dollari di cui 10,5 garantiti.

## Palmarès

### Franchigia
- National Football Conference Championship: 1

Carolina Panthers: 2015
- American Football Conference Championship: 1

Kansas City Chiefs: 2020